# 長洲駅
長洲駅（ながすえき）は、熊本県玉名郡長洲町大字高浜にある、九州旅客鉄道（JR九州）鹿児島本線の駅である。

## 歴史

### 年表
- 1891年（明治24年）4月1日：九州鉄道（初代）により開設[1]。
- 1907年（明治40年）7月1日：九州鉄道（初代）が国有化され帝国鉄道庁が所管[3]。
- 1962年（昭和37年）10月1日：貨物取廃止[3]。
- 1982年（昭和57年）9月：熊本県内初の橋上駅舎に改築[4]。
- 1984年（昭和59年）2月1日：荷物扱い廃止[3]。
- 1987年（昭和62年）4月1日：国鉄分割民営化により九州旅客鉄道が継承[3]。
- 1989年（平成元年）3月11日：みどりの窓口を設置[5]。
- 2012年（平成24年）12月1日：読取機を設置し、交通系ICカードSUGOCAに対応[6]。
- 2018年（平成30年）3月17日：特急「有明」が廃止[7]。
- 2022年（令和4年）
  - 3月31日：みどりの窓口の営業終了[8][9][注釈 1]。
  - 4月1日：簡易委託化[10][11]。

### 駅名の由来
開業時の地名（玉名郡長洲町）が由来。開業以来地名が変わっていない。
「長洲」の歴史は古く、1160年（永暦元年）、扇崎より三人の開拓僧が移り住んだのが始まりといわれている。当時は「長渚」「千鳥ヶ浜」「泣洲の浜」などと呼ばれていたが、その地形が「有明海に面した潮汐差の大きくて細長い洲」であったことから戦国時代頃には今の「長洲」になったと言われる。
元々は漁業中心の港町であったが、肥後藩主であった加藤清正や細川綱利による干拓事業によって今のような水田が作られた。

## 駅構造
単式ホーム1面1線と島式ホーム1面2線、合計2面3線を有する地上駅。橋上駅舎を有する。大きな金魚のオブジェが、それぞれのプラットホームに1台ずつ設置（計2台）されている。
長洲町が駅業務を受託する簡易委託駅であり、シルバーセンターの人が配置されている。2012年12月1日よりSUGOCAが利用可能となるが、自動改札機の設置は行われず、ICの取機（SUGOCA簡易カードリーダー）のみ設置されている。

### のりば
| のりば | 路線        | 方向 | 行先                     | 備考                    |
| ------ | ----------- | ---- | ------------------------ | ----------------------- |
| 1・2   | ■鹿児島本線 | 下り | 玉名・熊本・八代方面     | 2番のりばは待避・始発用 |
| 2・3   | ■鹿児島本線 | 上り | 大牟田・久留米・博多方面 | 2番のりばは待避・始発用 |

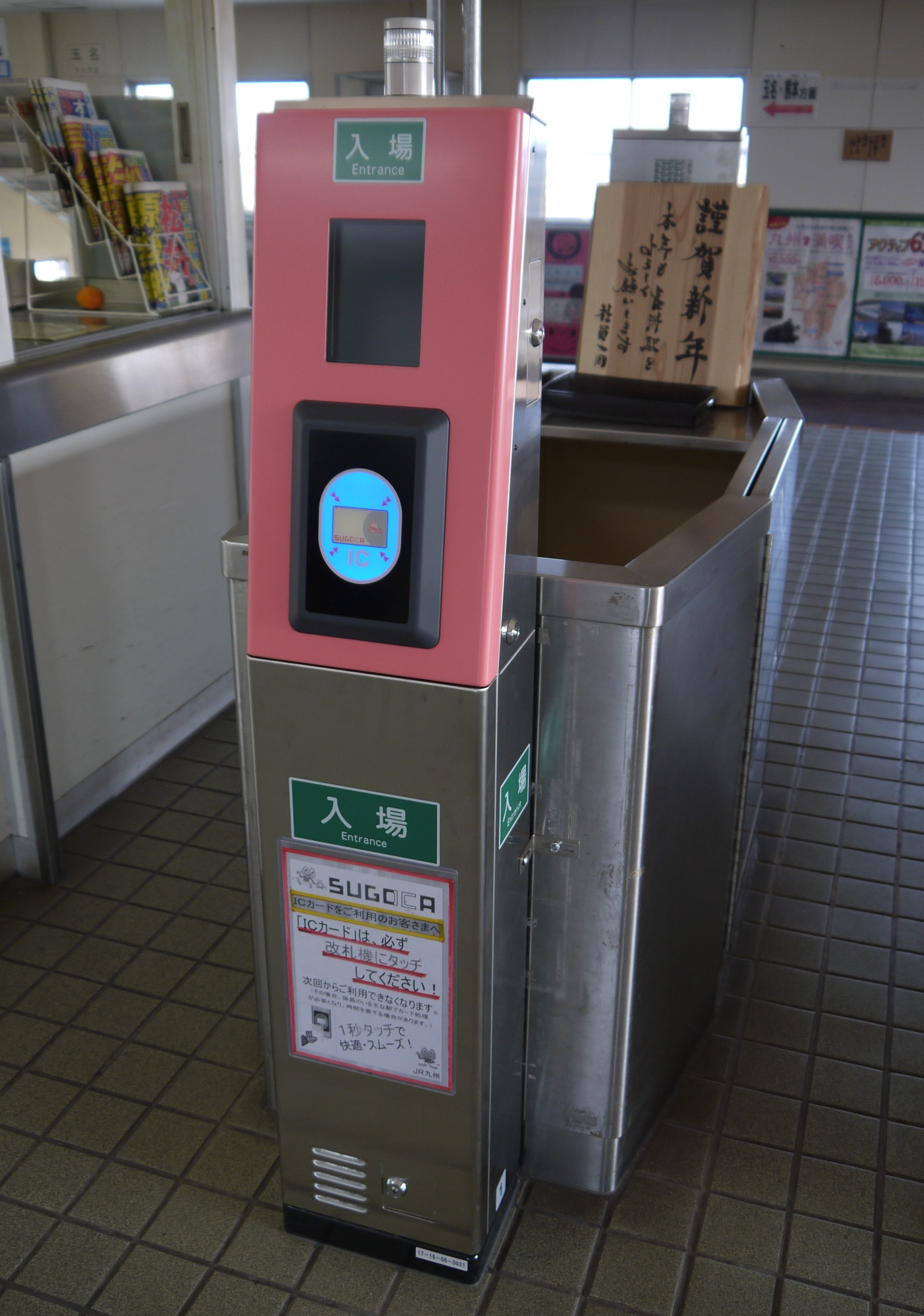
改札のSUGOCA簡易カードリーダー
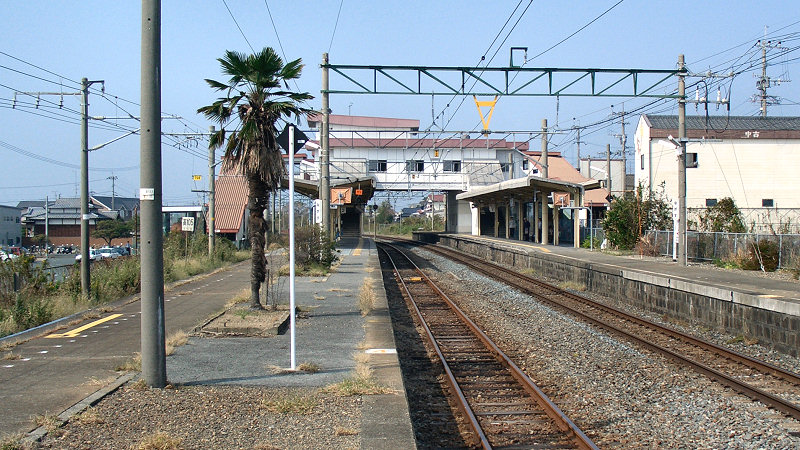
ホーム（2006年10月）
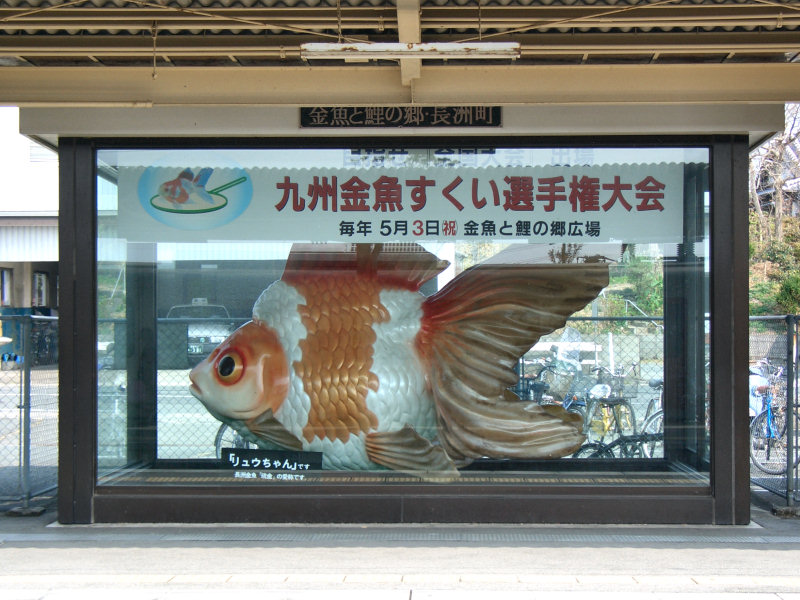
3mほどある金魚のオブジェ
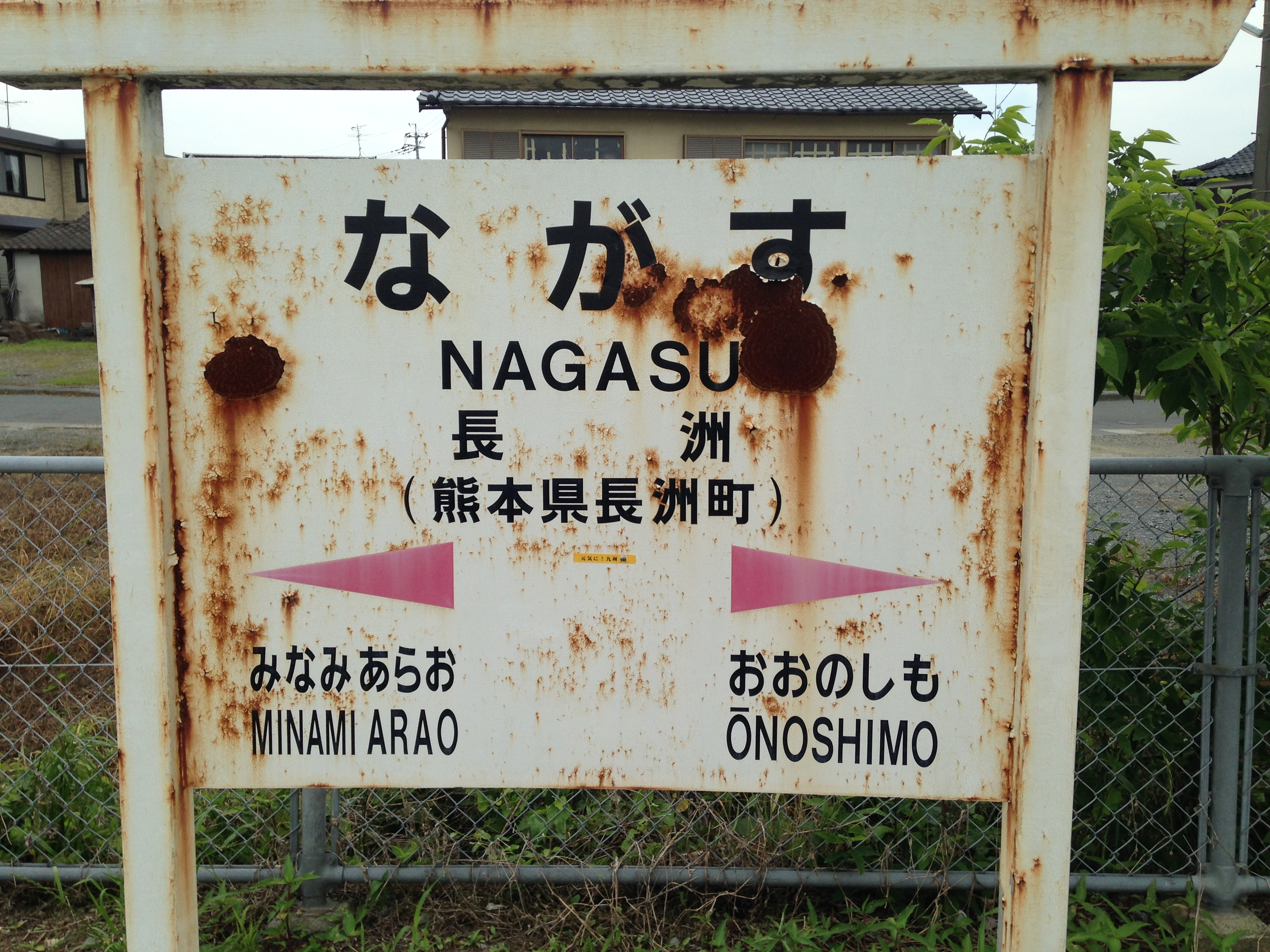
駅名標（2016年5月）

## 停車列車
現在では当駅を含む区間を通る定期旅客列車は普通列車のみとなっているため、当駅も普通列車のみ停車する。朝の下り1本のみ、当駅始発の普通列車が設定されている。
九州新幹線全通までは特急「有明」が停車しており、博多駅・熊本駅方面のいずれも概ね1時間に1本の特急が停車していた。2011年3月12日に九州新幹線が開業したため「有明」は朝夕夜間のみの運行となったのち、2014年3月15日ダイヤ改正では熊本駅発着の「有明」が廃止された。その後もしばらく当駅発着（博多駅 - 長洲駅間）の「有明」は運行が続けられたが、2018年3月17日ダイヤ改正で「有明」は大牟田駅始発1本のみに削減され、大牟田 - 当駅間も定期運行の優等列車設定が無くなった（後に大牟田始発の有明も廃止）。

## 利用状況
2023年度の1日平均乗車人員は611人である。
2016年以降の1日平均乗車人員の推移は以下の通り。
| 年度   | 1日平均 乗車人員 | 増加率 |
| ------ | ---------------- | ------ |
| 2016年 | 735              |        |
| 2017年 | 759              | 3.3%   |
| 2018年 | 720              | -5.1%  |
| 2019年 | 720              | 0.0%   |
| 2020年 | 525              | -27.1% |
| 2021年 | 556              | 5.9%   |
| 2022年 | 586              | 5.4%   |
| 2023年 | 611              | 4.3%   |

## 駅周辺
北口
- 長洲町立清里小学校

南口
- 清里郵便局
- 長洲町役場
- 金魚と鯉の郷広場
- ジャパン マリンユナイテッド有明事業所 - 日立造船有明工場が隣接する。
- 長洲港 - 有明フェリーターミナルとは2.2km以上離れており、タクシーでも10分程を要する[1]。

過去には産交バスが駅前に発着していた（玉名、荒尾方面）。2020年9月末で廃止となり予約制タクシーに移行した。

## 隣の駅
九州旅客鉄道（JR九州）
■鹿児島本線
■区間快速・■普通
南荒尾駅 - 長洲駅 - 大野下駅